# لوانا آندرس
لوانا آندرس (انگلیسی: Luana Anders; ۱۲ مهٔ ۱۹۳۸ – ۲۱ ژوئیهٔ ۱۹۹۶) یک هنرپیشه و فیلم‌نامه‌نویس اهل ایالات متحده آمریکا بود.
او در فیلم تو نمی‌تونی در عشق عجله کنی بازی کرده‌است.